# Колодяжне (Миргородський район)
Коло́дяжне —  село в Україні, у Шишацькій селищній громаді Миргородського району Полтавської області. Населення становить 9 осіб. До 2015 орган місцевого самоврядування — Жоржівська сільська рада.

## Населення

### Мова
Розподіл населення за рідною мовою за даними перепису 2001 року:
| Мова       | Відсоток |
| ---------- | -------- |
| українська | 100%     |

## Географія
Село Колодяжне знаходиться біля витоків річки Грузька Говтва, нижче за течією на відстані 1 км розташоване село Жоржівка. Річка в цьому місці пересихає, на ній зроблена невелика загата.
Поруч проходить автомобільна дорога Т 1710.

## Історія
12 червня 2020 року, відповідно до розпорядження Кабінету Міністрів України № 721-р «Про визначення адміністративних центрів та затвердження територій територіальних громад Полтавської області», село увійшло до складу Шишацької селищної громади.
19 липня 2020 року, в результаті адміністративно - територіальної реформи та ліквідації Шишацького району, село увійшло до складу новоутвореного Миргородського району Полтавської області.